# 253
Криза Римської імперії у 3 столітті. Зміна імператора, початок періоду тридцяти тиранів, чума Кипріяна. У Китаї триває період трьох держав, в Японії — період Ямато, в Індії період занепаду Кушанської імперії, у Персії править династія Сассанідів.
На території лісостепової України Черняхівська культура. У Північному Причорномор'ї готи й сармати.

## Події
- У серпні в римській провінції Мезія війська проголосили імператором Еміліана.
- Римський сенат оголошує Еміліана ворогом народу.
- Легіони Еміліана перемагають сили Требоніана Галла.
- Требоніан Галл і його син Волусіан убиті легіонерами.
- Імператор Еміліан убитий у жовтні того ж року легіонерами.
- Імператором став Валеріан, який призначив співправителем свого сина Галлієна.
- Валеріан розділяє Імперію на дві частини, віддавши східну під управління сина.
- Шах Шапур I завдає поразки римським військам у Сирії.
- 22-гим папою римським стає Луцій I.

## Народились
- Нумеріан, майбутній імператор.

## Померли
- Требоніан Галл
- Волусіан
- Еміліан
- Корнелій